# William Nordhaus
William Dawbney Nordhaus (sinh ngày 31 tháng 5 năm 1941) là một nhà kinh tế học người Mỹ và là Giáo sư Kinh tế Sterling tại Đại học Yale, nổi tiếng với công việc của ông về mô hình kinh tế và biến đổi khí hậu. Ông là, cùng với Paul Romer, một trong những người đoạt giải tưởng niệm Nobel Khoa học Kinh tế 2018. Nordhaus đã nhận được giải Nobel "để tích hợp biến đổi khí hậu vào phân tích kinh tế vĩ mô dài hạn".

## Tiểu sử
Nordhaus sinh ở Albuquerque, New Mexico, con của Virginia (Riggs) và Robert J. Nordhaus. Cha của ông xuất thân từ một gia đình Đức gốc Do Thái.
William Nordhaus Nordhaus tốt nghiệp Học viện Phillips ở Andover và sau đó nhận nhận bằng cử nhân năm 1963 và thạc sĩ năm 1973 từ Đại học Yale, nơi ông là một thành viên Skull and Bones. Ông cũng có một Certificat từ Institut d'Etudes Politiques (1962), ăm 1967, ông nhận bằng tiến sĩ tại Học viện Công nghệ Massachusetts (MIT). Từ năm 1967 đến nay, William Nordhause giảng dạy tại khoa kinh tế và nghiên cứu môi trường và rừng Đại học Yale. Dưới thời Tổng thống Jimmy Carter, từ năm 1977 đến 1979, Nordhaus là thành viên của Hội đồng cố vấn kinh tế quốc gia.. Nordhaus là Chủ tịch Hội đồng Quản trị của Ngân hàng Dự trữ Liên bang Boston từ năm 2014 đến 2015.

## Tác phẩm
Ông đã viết 20 cuốn sách. Ông là đồng tác giả của cuốn sách giáo khoa “Kinh tế học” (Economics) – phiên bản đầu tiên của cuốn sách này được viết bởi một nhà kinh tế đoạt giải Nobel trước đó là Paul Samuelson. Hiện cuốn sách này đã được tái bản 19 lần và được dịch ra ít nhất 17 ngôn ngữ. Ông cũng viết một số sách về hiện tượng nóng lên toàn cầu và biến đổi khí hậu – lĩnh vực nghiên cứu chính của ông. Các cuốn sách này bao gồm “Quản lý những điểm chung toàn cầu: Tính kinh tế của biến đổi khí hậu” xuất bản năm 1994 và giành giải “Ấn bản với chất lượng vượt thời gian” năm 2006 của Hiệp hội Kinh tế học Môi trường và Nguồn lực.
Nordhaus viết một số sách về hiện tượng nóng lên toàn cầu và biến đổi khí hậu – lĩnh vực nghiên cứu chính của ông. Các cuốn sách này bao gồm “Quản lý những điểm chung toàn cầu: Tính kinh tế của biến đổi khí hậu” xuất bản năm 1994 và giành giải “Ấn bản với chất lượng vượt thời gian” năm 2006 của Hiệp hội Kinh tế học Môi trường và Nguồn lực.
Một cuốn sách khác của ông là "Làm ấm thế giới: Các mô hình kinh tế của hiện tượng nóng lên toàn cầu" xuất bản năm 2000. Cuốn sách mới nhất của ông là "Sòng bạc khí hậu: Rủi ro, bất định, và tính kinh tế của một thế giới đang nóng lên". Nordhaus phát triển các mô hình DICE (Dynamic Integrated Climate-Economy – Mô hình động kết hợp khí hậu và nền kinh tế) và RICE (Regional Integrated Climate-Economy model – Mô hình khu vực kết hợp khí hậu và nền kinh tế), mô hình đánh giá tác động tích hợp của sự tương tác giữa kinh tế học, tiêu dùng năng lượng và biến đổi khí hậu.
Trong một nghiên cứu tháng 12 năm 2016, Nordhaus sử dụng mô hình DICE đã cải cách và rút ra kết luận rằng khí hậu trái đất nhiều khả năng sẽ thay đổi nhanh chóng trong thế kỷ sắp tới nếu các chính sách lớn về khí hậu không được thực thi.

## Cuộc sống riêng
Nordhaus sống ở New Haven, Connecticut, cùng với vợ, Barbara, một nhân viên xã hội trong Trung tâm Nghiên cứu Trẻ em Yale.